# Abborrgrundet
Abborrgrundet är ett skär i Finland. Det ligger i Skärgårdshavet och i kommunen Kimitoön i den ekonomiska regionen  Åboland i landskapet Egentliga Finland, i den sydvästra delen av landet. Ön ligger omkring 72 kilometer söder om Åbo och omkring 130 kilometer väster om Helsingfors.
Öns area är 0,3 hektar och dess största längd är 110 meter i nord-sydlig riktning. Närmaste större samhälle är Hangö, 10,8 km öster om Abborrgrundet.